# Horisme paucita
Horisme paucita är en fjärilsart som beskrevs av Gordon J. Howes 1942. Horisme paucita ingår i släktet Horisme och familjen mätare. Inga underarter finns listade i Catalogue of Life.